# Скшипково
Скшипково (пол. Skrzypkowo, нім. Halmbruch) — село в Польщі, у гміні Оброво Торунського повіту Куявсько-Поморського воєводства.
Населення — 294 особи (2011).
У 1975-1998 роках село належало до Торунського воєводства.

## Демографія
Демографічна структура станом на 31 березня 2011 року:
|          | Загалом | Допрацездатний вік | Працездатний вік | Постпрацездатний вік |
| -------- | ------- | ------------------ | ---------------- | -------------------- |
| Чоловіки | 143     | 30                 | 101              | 12                   |
| Жінки    | 151     | 37                 | 87               | 27                   |
| Разом    | 294     | 67                 | 188              | 39                   |